# Ron Goossens, Low Budget Stuntman
Ron Goossens, Low Budget Stuntman is een Nederlandse filmkomedie uit 2017, geregisseerd door Steffen Haars en Flip van der Kuil. De hoofdrollen zijn vertolkt door Tim Haars, Bo Maerten, Michiel Romeyn, Henry van Loon, Dennie Christian en Maartje van de Wetering.

## Verhaal
De alcoholist Ron Goossens (Tim Haars) overleeft een spectaculaire amateurstunt. Zijn beste vriend Peter (Henry van Loon) die daarvan opnames heeft gemaakt, zet het filmpje online, waarmee het viral gaat. Als Ron hiermee in de schijnwerpers komt, wil filmmaker Berrie (Michiel Romeyn) hem inhuren als low budget stuntman. Ron voelt daar weinig voor, totdat zijn grote liefde Angela (Maartje van de Wetering) vreemdgaat. Toch wil hij haar niet kwijt. Maar als ze genoeg van hem heeft, krijgt Ron een onmogelijk ultimatum. Als hij de populaire actrice Bo Maerten in bed weet te krijgen, blijft ze alsnog bij hem. Ron gaat als low budget stuntman voor Berrie aan de slag om zo dichter bij actrice Bo Maerten te komen.

## Rolverdeling
- Tim Haars als Ron Goossens
- Bo Maerten als zichzelf
- Michiel Romeyn als Berrie
- Henry van Loon als Peter
- Huub Smit als Hans
- Dennie Christian als zichzelf
- Maartje van de Wetering als Angela
- Steef Cuijpers als Nees
- Nick Golterman als Portier
- Roy Reymound als Jan
- Waldemar Torenstra als zichzelf
- Hanna van Vliet als Winnie
- Nils Verkooijen als zichzelf
- Chris Zegers als Winston Post
- Ilse Warringa als Jolanda